# Edificio en Muelle de Churruca (Portugalete)

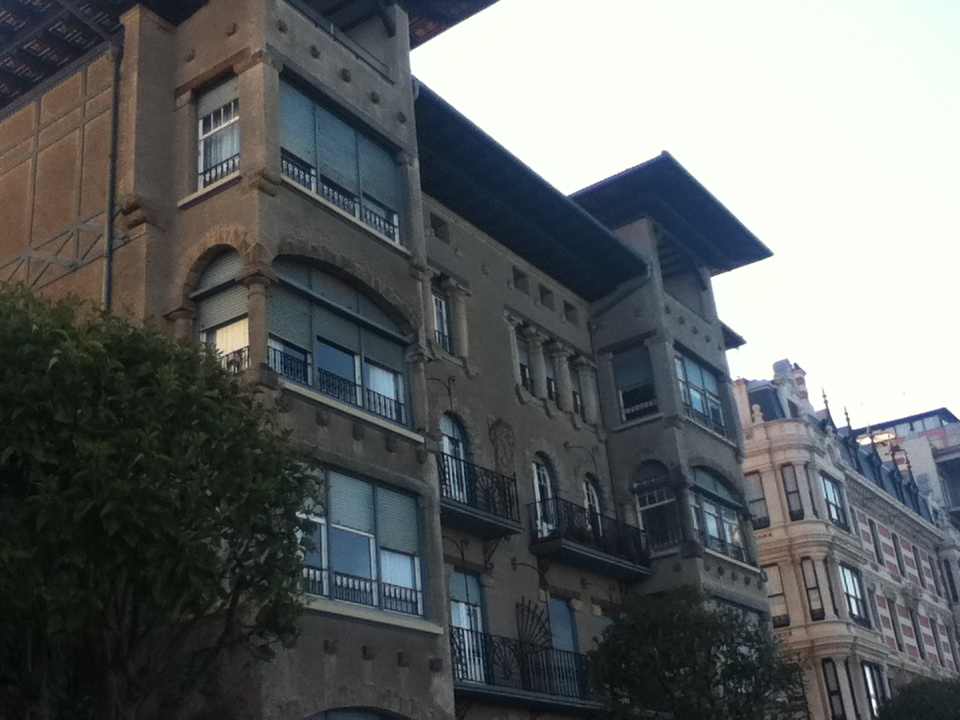
Fachada del edificio Muelle de Churruca n.º 60

El edificio situado en la calle Muelle de Churruca n.º 60 de Portugalete (Vizcaya, España), su estética corresponde al eclecticismo. Fue edificado a principios del siglo XX siguiendo ese estilo arquitectónico, caracterizado por su versatilidad formal, utilización de nuevos materiales, etc., que dio paso a la diversidad, en detrimento de la hegemonía de los estilos arquitectónicos unitarios existente hasta el momento. Concretamente, el edificio en cuestión se encuadra en el estilo denominado del 2.º Imperio, con numerosos elementos con referentes de la arquitectura francesa.
Dicho edificio forma junto con otros edificios de la calle Muelle de Churruca, un destacado ejemplo de arquitectura residencial de principios del siglo XX, testigos de una época y un estilo arquitectónico. Destaca su presencia por constituir la principal imagen urbana y fachada del municipio de Portugalete frente a la ría del Nervión. El edificio, señorial en su época de construcción, constituye un elemento urbano junto con otros del Muelle de Churruca, determinantes y configuradores, que han servido de pauta para el posterior desarrollo urbanístico del área.

## Descripción
Se trata de un edificio de planta rectangular y con escalinata central de acceso y zócalo en su fachada principal, defendiendo su antuzano una balaustrada de piedra.
El piso bajo consta de dos vanos triples angulares, seguidos por mirador cúbico de madera, acceso principal y repetición de elementos (mirador y vanos triples) al otro lado de la fachada. En este tramo el muro se encuentra completamente enfajado. Destaca el número de pilastras que hay en ambos miradores.
El cuerpo de tres pisos queda encuadrado por dos pabellones angulares de piedra, uno de ellos con desarrollo hacia la fachada lateral del cantón con marcada curvatura.
En el muro interior se abren cinco ejes de vanos, los del primer piso con decoración vegetal en barandas de forja y dintel superior; los del segundo, arqueados en cuello de barco, con similar decoración; y en el tercer piso con vanos de cuello de barco sin decoración sobre su dintel, tramo que ocupa un friso corrido que da paso a la mansarda que se divide en dos sectores, por una parte la formada por los remates de los miradores que crean un balcón con balaustrada, y por otra, la de los cinco vanos rematados con frontón partido (que se corresponden con el paramento interior de la fachada).
La fachada hacia el cantón abre siete ejes de vanos en el piso llano y seis en los restantes. En la fachada zaguera destaca el encuadre del portal de acceso.